# Santo Tomás (Buenos Aires)
Santo Tomás es una localidad de la Provincia de Buenos Aires, Argentina, perteneciente al partido de Carlos Casares.

## Ubicación
Se encuentra a 18 km al oeste de la ciudad de Carlos Casares, accediéndose por la Ruta Nacional 5.

## Población
Cuenta con 27 habitantes (Indec, 2010). Durante los censos nacionales del INDEC de 2001 y 1991 fue considerada como población rural dispersa.